# Bonjour Tristesse (bâtiment)
Pour les articles homonymes, voir Bonjour tristesse (homonymie).
 (septembre 2018).
Si vous disposez d'ouvrages ou d'articles de référence ou si vous connaissez des sites web de qualité traitant du thème abordé ici, merci de compléter l'article en donnant les références utiles à sa vérifiabilité et en les liant à la section « Notes et références ».

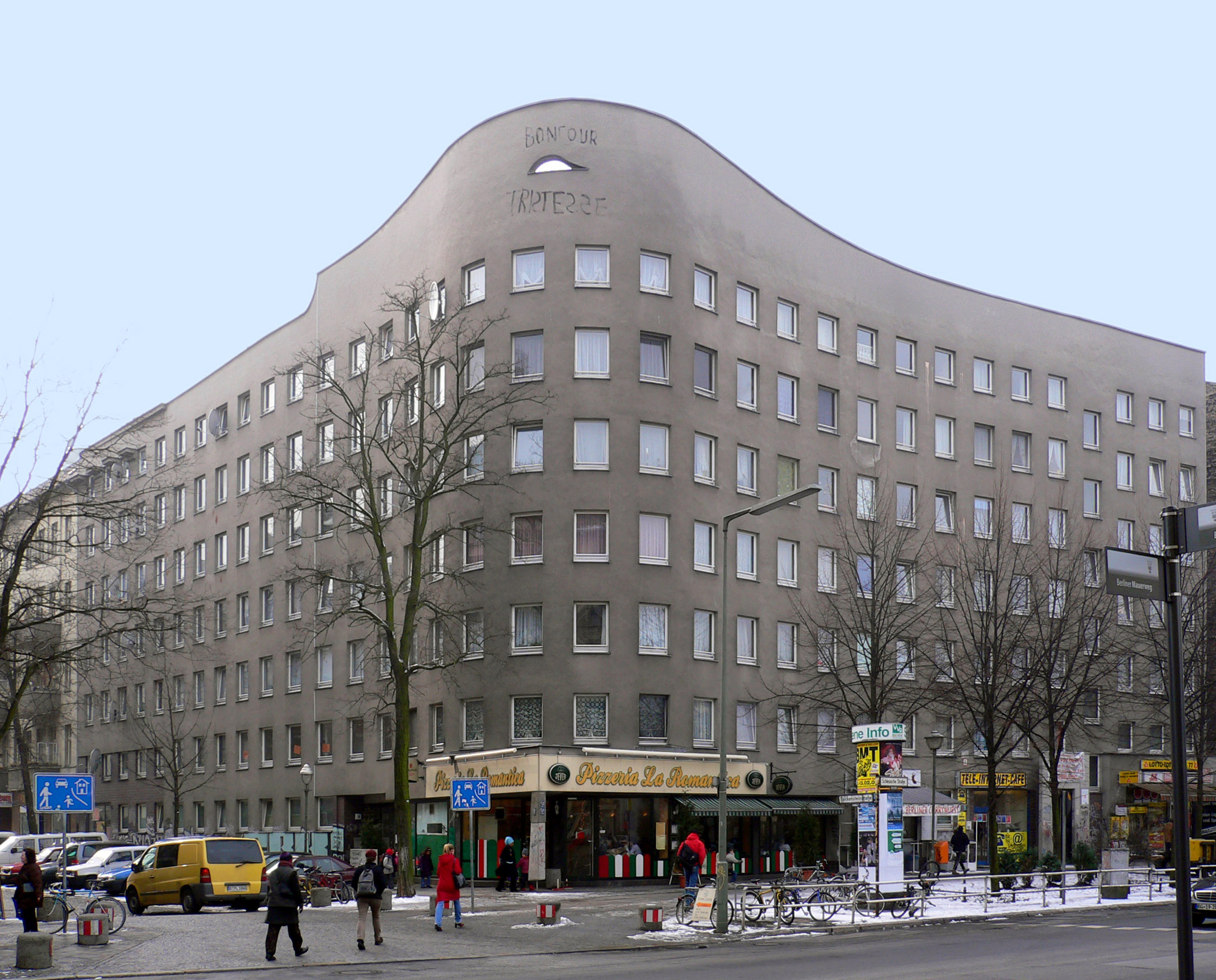
Immeuble d'habitation ‚Bonjour Tristesse‘ à Berlin-Kreuzberg

La maison d'habitation de Schlesisches Tor (Wohnhaus Schlesisches Tor), également connue sous le nom Bonjour Tristesse, est un bâtiment berlinois à environ 100 mètres au sud-ouest de la station de U-Bahn Schlesisches Tor, au numéro 7 de la Schlesische Straße, dans le quartier de Kreuzberg.

## Historique
L'immeuble d'habitation Schlesisches Tor a été construit en 1982/1983, dans un vide interstitiel laissé par la guerre dans un ensemble d'immeubles anciens.
Le bâtiment est dessiné par Álvaro Siza Vieira et réalisé dans le cadre de l'exposition d'architecture 1984 (Internationale Bauausstellung 1984). 
L'immeuble collectif est l'un des projets phares de l'IBA 1984, et a été le premier projet à l'étranger de Siza Vieira. L'ébauche de Siza Vieira prévoyait une conception avec quatre grands appartements par étage, qui devaient être accessibles par quatre escaliers ; en outre des équipements sociaux devaient être intégrés au rez-de-chaussée. Pour des raisons de coûts, le plan initial fut modifié.
En 2012, une nouvelle inscription apparaît sur la façade du bâtiment en grandes lettres capitales rouges : «BITTE LEBN» (vivez donc!).
En 2014, Álvaro Siza Vieira ouvre ses archives, dont les plans de la Schlesisches Tor, qui sont numérisés et publiés en ligne en 2018.

## Description
Le nom Bonjour Tristesse n'a pas été donné à l'immeuble par les architectes, mais par un graffeur inconnu, qui a tagué ces mots sur pignon du bâtiment.
Aujourd'hui, l'immeuble a deux escaliers, qui donnent accès aux 46 appartements répartis sur 6 étages.

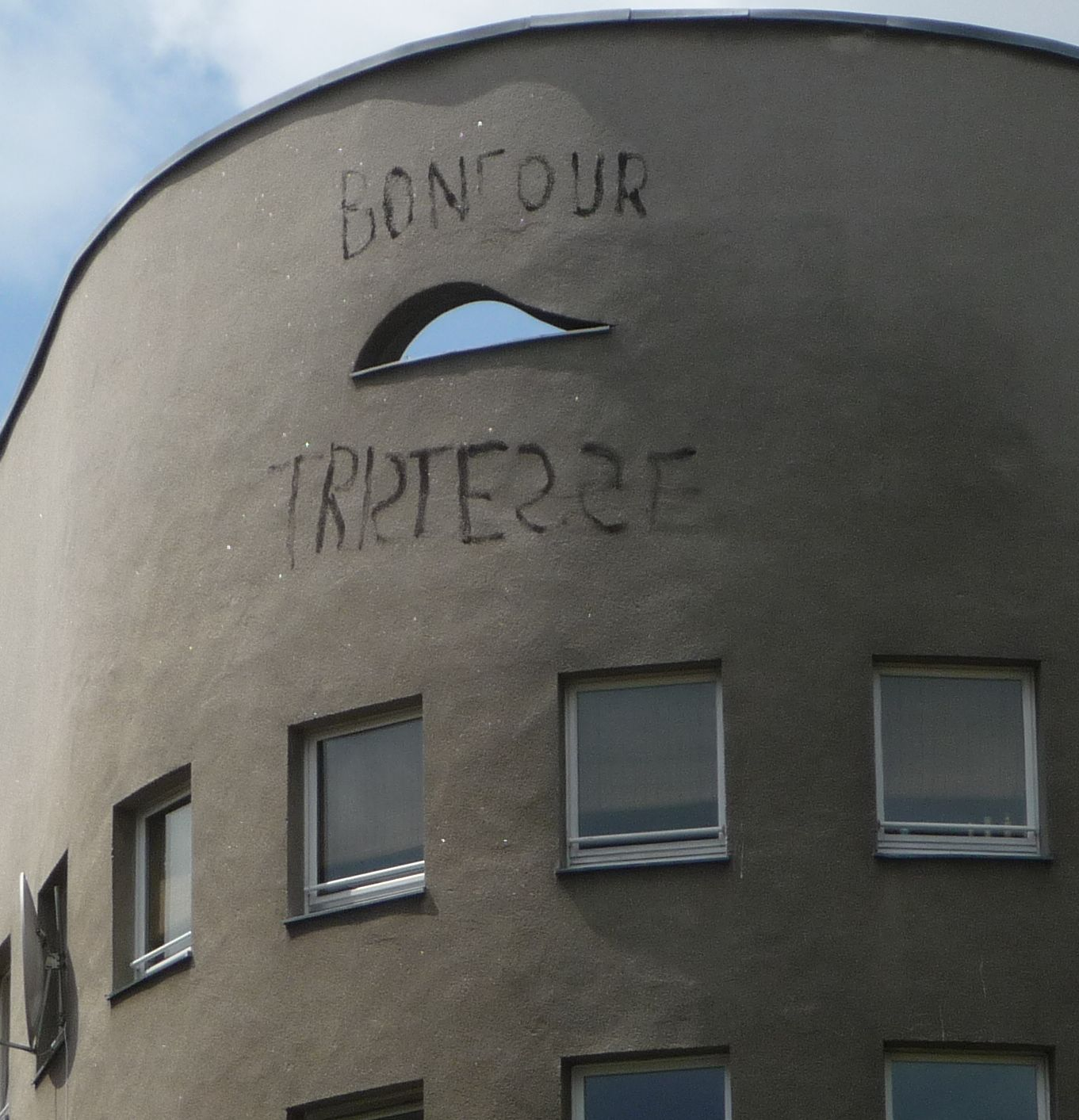
Graffiti "Bonjour Tristesse" autour de l'oeil orienté est.
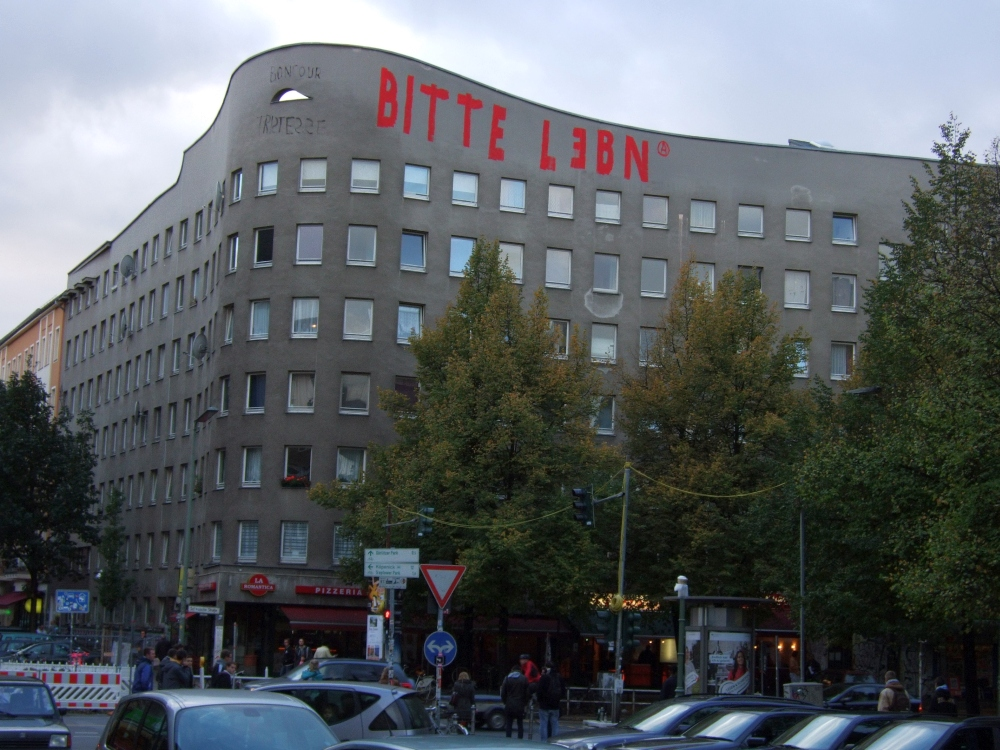
Graffiti "BITTE LEBN" de 2012.